# InnoTrans

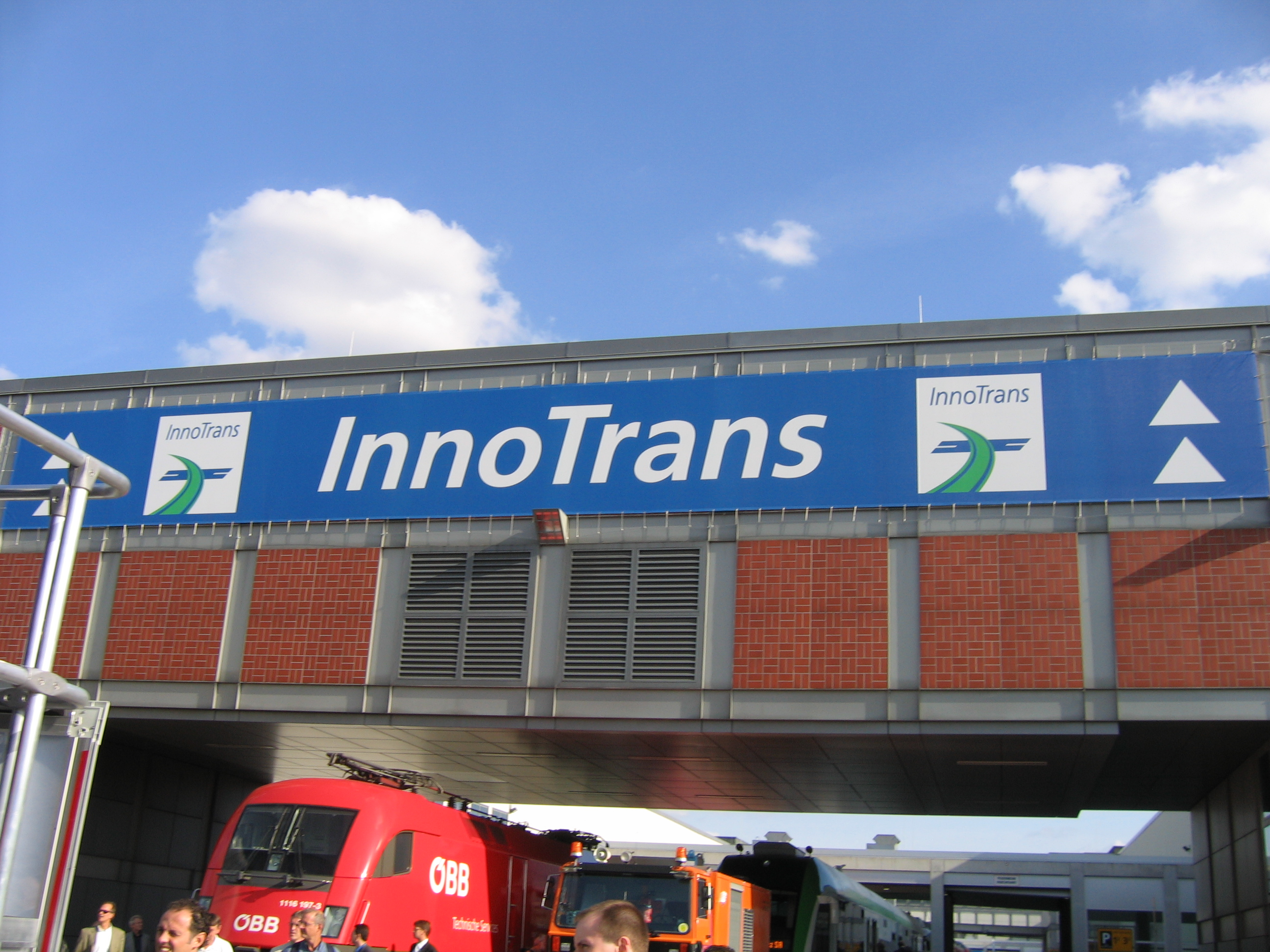
InnoTrans (2006)

InnoTrans – międzynarodowe targi kolejnictwa organizowane od 1996 cyklicznie co dwa lata we wrześniu na terenach Targów Berlińskich.
Jest to największa impreza branżowa w świecie.
W 2010 organizator targów poinformował o wzroście ilości wystawców do 2200 pochodzących z 44 krajów. Po raz pierwszy teren targów został wykorzystany w całości.
W 2014 udział w targach wzięło 2700 wystawców (w tym ponad 70 z Polski). Wynajęcie powierzchni ekspozycyjnej kosztowało 240 euro za m kw., a 1 m kw. torowiska - 178 euro.